# MotorStorm: RC
MotorStorm: RC es un videojuego de carreras de 2012 de Evolution Studios y publicado por Sony Computer Entertainment para PlayStation 3 y PlayStation Vita. Es el quinto y más reciente juego de la serie MotorStorm.
El juego incluye 8 estilos de vehículos, 4 áreas que regresan de juegos anteriores de MotorStorm y tiene 16 pistas creadas a partir de ellas. La expansión Pro-Am y la expansión Carnival DLC, ambas lanzadas en 2012, agregan nuevas pistas y vehículos al juego. El juego cuenta con multijugador en pantalla dividida, guardado cruzado y una única compra para ambas versiones del juego.

## Recepción
| Críticas Publicación Calificación PS3 PlayStation Vita 4Players 82% [ 6 ] 80% [ 6 ] Edge N/A 7/10 [ 7 ] Eurogamer N/A 8/10 [ 8 ] GamesMaster N/A 86% [ 9 ] Hyper Magazine N/A 9/10 [ 10 ] IGN 8.5/10 [ 11 ] 8.5/10 [ 11 ] Jeuxvideo.com 14/20 [ 12 ] 13/20 [ 13 ] PlayStation Magazine N/A 5/10 [ 14 ] Pocket Gamer N/A [ 15 ] Push Square N/A 9/10 [ 16 ] VideoGamer.com N/A 9/10 [ 17 ] The Digital Fix N/A 9/10 [ 18 ] Digital Spy N/A [ 19 ] Puntuaciones de reseñas Metacritic 83/100 [ 20 ] 78/100 [ 21 ] |              |                  |
| Críticas |              |                  |
| Publicación | Calificación | Calificación     |
| Publicación | PS3          | PlayStation Vita |
| 4Players | 82%          | 80%              |
| Edge | N/A          | 7/10             |
| Eurogamer | N/A          | 8/10             |
| GamesMaster | N/A          | 86%              |
| Hyper Magazine | N/A          | 9/10             |
| IGN | 8.5/10       | 8.5/10           |
| Jeuxvideo.com | 14/20        | 13/20            |
| PlayStation Magazine | N/A          | 5/10             |
| Pocket Gamer | N/A          | [ 15 ]           |
| Push Square | N/A          | 9/10             |
| VideoGamer.com | N/A          | 9/10             |
| The Digital Fix | N/A          | 9/10             |
| Digital Spy | N/A          | [ 19 ]           |
| Puntuaciones de reseñas |              |                  |
| Metacritic | 83/100       | 78/100           |

MotorStorm: RC recibió críticas "favorables" en ambas plataformas según el sitio web de agregación de reseñas Metacritic.
Eurogamer elogió el uso de reinicios instantáneos, tiempos de carga mínimos, ritmo rápido y una banda sonora dubstep para crear un bucle de juego atractivo. IGN calificó el título como "refrescantemente simple" y elogió su modelo de manejo preciso, las tablas de clasificación en vivo y la cantidad de contenido. Pocket Gamer dijo que MotorStorm: RC era "... un juego extremadamente vanguardista en términos de simplicidad de juego, conectividad en línea y precio. Push Square afirmó que el título era "absolutamente esencial" y dijo que sirvió como "...un banco de pruebas exitoso para una de las características más prometedoras de PlayStation Vita", al tiempo que dijo que las funciones sociales "...[aportaron] longevidad al paquete a pesar de su escaso precio". VideoGamer.com elogió la jugabilidad adictiva y el modelo de manejo profundo, pero consideró que el juego era visualmente un poco rudo en Vita.
The Digital Fix le dio a la versión de Vita un nueve sobre diez, calificándola de "un ejemplo fantástico de un juego de carreras, un juego portátil y un buen ejemplo de cómo usar el modo multijugador sin tener solo el modo multijugador clásico". Digital Spy le dio cuatro estrellas de cinco y dijo: "¿Quién hubiera pensado que un título digital de bajo presupuesto realmente eclipsaría a algunos de los grandes títulos de la línea de lanzamiento de PS Vita? Es la fusión perfecta de lo antiguo y lo nuevo que complacerá a los fanáticos de MotorStorm y a la brigada de la nostalgia por igual". Metro le dio ocho sobre diez, llamándolo "el juego MotorStorm más disfrutable con diferencia y posiblemente el mejor juego de la PS Vita - o al menos el que tiene la mejor relación calidad-precio".
Durante los 16º Premios Anuales D.I.C.E. de la Academia de Artes y Ciencias Interactivas, el juego fue nominado para el premio "Juego de Carreras del Año", que recayó en Need for Speed: Most Wanted.